# Menjagrà de les Grans Antilles
El menjagrà de les Grans Antilles (Melopyrrha violacea) és un ocell de la família dels tràupid (Thraupidae).

## Hàbitat i distribució
Habita zones arbustives, brossa i densa vegetació secundària les illes Bahames, La Hispaniola i illes properes i Jamaica.